# Alexis Texas
Alexis Texas (1985. május 25. –) amerikai pornószínésznő. 2020-ban az egyik legnépszerűbb pornósnak tartották; Instagram profilján 3.8 millió követővel rendelkezik.

## Élete
Gyerekkorát a texasi Castroville-ben töltötte. Puerto Ricói, norvég és német felmenőkkel rendelkezik. A Texas Állami Egyetemre járt. 21 éves korában ajánlottak neki egy állást a pornószakmában.
Először a Shane’s World stúdió College Amateur Tour in Texas című filmjében játszott 2006 októberében, majd a Bang Bros. számára készített egy pár jelenetet. Ezt követően Los Angelesbe költözött, és 2007 márciusában az LA Direct Models-szel kezdett dolgozni. 2008-ban megnyerte a NightMoves-díjat a "legjobb feltörekvő csillag" kategóriában. A Genesis magazin 2009. áprilisi számának borítóján szerepelt, illetve a Hustler 2009. júniusi számának borítóján is. A Best of Hustler Magazine
 és a Hustler XXX címlapjain is szerepelt.
2009-ben indította el saját weboldalát, illetve megalapította saját cégét is, Alexis Texas Entertainment néven. A weboldallal megnyerte az XBIZ-díjat. A Maxim magazin besorolta őt a 12 legjobb pornószínésznő közé. Szerepelt a Bikini Frankenstein című filmben is.
A The Hollywood Reporter „jól ismert pornósztárként” írta le.

## Magánélete
2008-tól 2013-ig Mr. Pete pornószínész volt a férje.